# 106. Infanterie-Division (Wehrmacht)
La 106. Infanterie-Division fu una divisione dell'esercito tedesco attiva durante la seconda guerra mondiale, che venne creata nel 1940 e fu impiegata sul fronte orientale, dove fu sciolta nel 1944. Venne riorganizzata nel Kampfgruppe 106. Infanteriedivision che venne schierato sul fronte occidentale, dove fu distrutto nell'aprile 1945.

## Storia
La divisione fu costituita il 22 novembre 1940, nell'area di addestramento militare di Wahn, da un terzo ciascuna della 6. Infanterie-Division e della 26. Infanterie-Division. Dal giugno 1941 prese parte all'operazione Barbarossa, avanzando su Vilnius, Vitebsk, Smolensk, Vjazma, Rzev e Spasskoye fino a raggiungere la zona a nord-ovest di Mosca; ciò fu seguito da alcune battaglie difensive e di ritirata attraverso Volokolamsk, nell'area di Vjazma. Nel maggio 1942, fu ritirata dal fronte e trasferita nella zona di Saint Omer in Francia per ristoro e nel febbraio 1943 ritornò sul fronte orientale, dove fu schierata nella zona di Kharkov. Durante l'operazione Cittadella nel luglio 1943, subì pesanti perdite nella sua avanzata verso Belgorod, per poi ritirarsi dall'agosto 1943 attraverso Kharkov, Poltava ed il Dnepr vicino a Kremenchug, nell'area di Kiriovograd. Fino a febbraio seguirono pesanti battaglie difensive a Novo Ukraina e nel marzo 1944 iniziò la ritirata attraverso il Bug ed il Dnestr nell'area di Kishinev. La divisione fu sciolta dall'Heeresgruppe Südukraine il 9 ottobre 1944 ed i suoi resti andarono alla 76. Infanterie-Division ed alla 15. Infanterie-Division. La divisione fu riorganizzata il 24 marzo 1945, ma l'8 aprile, l'OKH interruppe la sua riorganizzazione ed il personale fu utilizzato per creare il Kampfgruppe 106. Infanteriedivision, che fu fatto prigioniero dagli americani nella Germania meridionale.

## Ordine di battaglia

### 106. Infanterie-Division 1940
- Infanterie-Regiment 239
- Infanterie-Regiment 240
- Infanterie-Regiment 241
- Artillerie-Regiment 107
- Pionier-Bataillon 106
- Panzerjäger-Abteilung 106
- Aufklärungs-Abteilung 106
- Divisions-Nachrichten-Abteilung 106
- Divisions-Nachschubführer 106[1]

### 106. Infanteriedivision novembre 1943
- Divisions-Gruppe 39
- Grenadier-Regiment 239
- Grenadier-Regiment 240
- Divisions-Füsilier-Bataillon 106
- Artillerie-Regiment 107
- Pionier-Bataillon 106
- Feldersatz-Bataillon 107
- Panzerjäger-Abteilung 106
- Divisions-Nachrichten-Abteilung 106
- Divisions-Nachschubführer 106[1]

### Divisionsgruppe 106. Infanterie-Division
- Grenadier-Regiment 113
- Grenadier-Regiment 239
- Grenadier-Regiment 240
- Artillerie-Regiment 107
- Pionier-Bataillon 106
- Panzerjäger-Abteilung 106
- Divisions-Nachrichten-Abteilung 106
- Divisions-Nachschubführer 106[1]

## Decorazioni
Alcuni soldati della 106. Infanterie-division furono premiati per le loro azioni in guerra:
- Croce Tedesca
  - in oro: 8
- Croce di Cavaliere della croce di ferro: 8[3]
- Distintivo per combattimenti ravvicinati:
  - in bronzo: 1

## Comandanti
- General der Infanterie Ernst Dehner (28 novembre 1940 - 3 maggio 1942)
- Generalleutnant Alfons Hitter (3 maggio 1942 - 1° novembre 1942)
- Generalleutnant Arthur Kullmer (1° novembre 1942 - 1° gennaio 1943)
- Generalleutnant Werner Forst (1° gennaio 1943 - 20 febbraio 1944)
- Generalleutnant Siegfried von Rekowski (20 febbraio 1944 - 9 ottobre 1944)
- Oberst Rintenberg (marzo 1945 -